# Maszkowo (Myślibórz Wielki)
Maszkowo (do 1945 niem. Moritzhof) – część wsi Myślibórz Wielki w Polsce, położona w województwie zachodniopomorskim, w powiecie polickim, gminie Nowe Warpno, ok. 1 km na północ od Myślibórza Wielkiego przy granicy polsko-niemieckiej.
W latach 1975–1998 Maszkowo administracyjnie należało do województwa szczecińskiego.

## Historia
Pierwotnie w latach 30. XX wieku znajdował się tu majątek rolny, zamieszkany przed 1939 r. przez 10 osób.
W czasie II wojny światowej miejscowość niezniszczona. 27 kwietnia 1945 r. do osady wkroczyły wojska radzieckie (2 Front Białoruski – 2 Armia Uderzeniowa) a administracja polska przejęła ją w październiku 1945 r., później przybyli też pierwsi polscy osadnicy. Przynależność polityczno-administracyjna Maszkowa patrz Myślibórz Wielki.